# 휴차
휴차(Hugh Cha) 또는 차형진(1985년 9월 6일 ~ )은 한국계 미국인 배우, 가수, 댄서이다.
그의 작품으로는 2013년의 왕과 나, 2014년의 Anything Goes가 있다.

## 참여 작품

### 영화
- 시킹 : 잭 트리퍼
- 운명의 왕

### 텔레비전 시리즈
- My Crazy Love
- 더 아메리칸즈
- Crashing
- 블랙리스트 (드라마)

### 연극
- 왕과 나 (뮤지컬)
- Anything Goes
- Time Difference
- BFE
- Blueprint Specials
- Sweetee